# 卡洛·尤霍·斯托尔贝里
卡洛·尤霍·斯托尔贝里（芬蘭語：Kaarlo Juho Ståhlberg，芬蘭語發音：[kɑːrlo juho stoːlberi]; 1865年1月28日—1952年9月22日），芬兰法学家和学者，他是芬兰宪法的设计师，在1919年芬兰宪法的起草发挥了核心作用。他是芬兰独立后第一任芬兰总统（1919 - 1925）和一个民族主义自由派。

## 生平
斯托尔贝里出生在芬兰凯努区的苏奥穆斯萨尔米。他是助理牧师约翰·加布里埃尔·斯托尔贝里和阿曼达（Amanda Gustafa Castrén）的第二个孩子，他家里世代为路德教会神职人员。原名为瑞典语名卡尔·约翰（Carl Johan），后来改为芬兰语名卡洛·尤霍。
他的家庭住在拉赫蒂，入读文法学校。斯托尔贝里幼年时父亲去世，家庭陷入一个困难的财务状况。全家搬到了奥卢，母亲一人支撑起这个家庭。年轻的斯托尔贝里进入奥卢的芬兰私人中学，1889年他毕业于赫尔辛基大学，获得法律学士学位，1893年获得了法学博士学位。
斯托尔贝里1891年在芬兰议会的财政委员会担任秘书，1894年在赫尔辛基大学担任行政法律和经济学助理教授，在这一时期，他开始积极参与政治，成为青年芬兰党成员。芬兰当时是俄罗斯的一个大公国，他作为一个宪政派，支持已经存在的芬兰宪法框架和宪法的立法政策。
1893年他与第一任妻子赫德维格·沃尔贝里（Hedvig Irene Wåhlberg，1869 - 1917）结婚。他们有六个孩子：Kaarlo（1894 - 1977）、爱诺（Aino，1895 - 1974）、埃利（1899 - 1986）、Aune（1901 - 1967）、尤霍（1907 - 1973）和屈利基（Kyllikki，1908 - 1994）。
1898年斯托尔贝里被任命参议院的民事事务分部的协议书记，这是芬兰政府报告起草人，处于政府中第二高位。具有讽刺意味的是，这一高级职位任命由芬兰新总督尼古拉·博布里科夫批准，其任期内实行他的俄罗斯化政策，为斯托尔贝里代表的所有宪政主义者反对。
1901年斯托尔贝里当选赫尔辛基市政委员会成员，任职到1903年。1902年，由于他的观点和反对立法义务兵役，他被罢免协议书记职务。
1905年斯托尔贝里被任命为莱奥·梅克林新成立的参议院的参议员，负责贸易和商业。1907年由于参议院议会拒绝一个禁止酒精法案，他辞去了参议员职务。第二年他在赫尔辛基大学担任行政法学教授，这一个职位他一直保留到1918年。他始终坚持民主观点，为提倡平等和普选权的先驱。期间他写了他最有影响力的作品《芬兰行政法，卷一&卷二》（Finnish administrative law, volumes I & II）。
1908年斯托尔贝里当选为议会南部海门选区议员，直到1910年。1914年再次当选为南部奥卢选区议员和议会议长，直到1918年被任命为最高行政法院院长。
1917年12月芬兰获得独立后，斯托尔贝里担任宪法委员会主席，参与起草宪法。他起草的共和国宪法草案成为1919年正式宪法的基础。他支持成立共和国，反对君主立宪制。芬兰内战结束后，斯托尔贝里成为新改组成立的芬兰民族进步党总统候选人，1919年7月25日他以143票对50票击败卡尔·古斯塔夫·埃米尔·曼纳海姆（由芬兰民族联合党和瑞典族人民党支持的候选人），当选首任总统。
7月27日斯托尔贝里宣誓就任芬兰第一任总统，作为总统，由于他害羞，他不得事先写好演讲稿，然后在公共场合宣读。因此他厌恶正式场合，并不仅仅是由于外交政策的原因，而拒绝瑞典的国事访问。自1917年以来他是一个鳏夫，但在1920年，他娶了他的第二个妻子，埃斯特·海尔斯特罗姆（Ester Hällström，1870 - 1950）。
斯托尔贝里支持温和的社会和经济改革，内战后他努力缩小“赤”党与“白”党两者之间的鸿沟，为此他赦免了大部分的红色的囚犯，尽管遭到许多右翼芬兰人的强烈批评，尤其是白色内战时期的退伍军人和几个高级军官。他还谨慎的对待德国，试图与波兰、英国和法国建立更紧密的联系。
1925年任期快到时，斯托尔贝里没有寻求连任，被赫尔辛基大学聘任为校长，但他拒绝了，反而成为一名政府法律起草委员会的成员。1930年到1933年当选为民族进步党新地区选区议会议员。
1930年，右翼组织拉普阿运动的激进分子绑架了他和他的妻子，试图把他们送到苏联，但这一事件只是加速了拉普阿运动的灭亡。
1931年斯托尔贝里再次参加总统选举，在第三轮投票中以2票之差，最终输给了佩尔·埃温德·斯温胡武德，在1937年大选中，他再次参选，最终名列第三。
1946年斯托尔贝里退休，成为尤霍·库斯蒂·巴锡基维总统的法律顾问。他于1952年去世，葬在赫尔辛基的希耶塔涅米墓园。